# Tarriba (Liérganes)
Tarriba es un núcleo de población del municipio de Liérganes en Cantabria (España). Tarriba es un barrio en el centro de Pámanes, a 5 km de Liérganes y 100 m s. n. m. Se encuentra dividido en dos sectores llamados Tarriba de Arriba y Tarriba de Abajo.
En esta localidad se pueden apreciar numerosos ejemplos de viviendas populares levantadas a lo largo de la Edad Moderna. Es de interés el conjunto compuesto por la casa de José Manuel Agüero y la capilla de Nuestra Señora. Además, cerca de este pueblo se encuentran los pozos de Valcaba, dos lagunas concebidas por explotaciones mineras en el macizo de Peña Cabarga.